# Mogojogojo
Mogojogojo is een dorp in het district Southern in Botswana. De plaats telt 619 inwoners (2011).